# 보헴
보헴(BOHEM,Bohemian의 약자)은 KT&G에서 생산하는 담배의 브랜드 이름이다. 2007년도에 출시하였으며, 현재 15종의 제품이 대한민국에서 판매중이다. 쿠바산 등 시가엽 30%를 함유했다는 제품 특성을 가지고 있다.
케이스에 실린 원문은 다음과 같다.
BOHEM CIGAR contains 30% of cigar leaf harvested from Cuba and South America. Their fertile land and climate are suitable for cigar leaves.

## 제품
| 규격                    | 수량             | 출시 일자       | 판매 지역 | 비고 |
| 보헴 시가 No.1          | King(84mm)       | 2007년 8월 29일 | 대한민국  | 타르 1.0mg/니코틴 0.1mg의 스펙을 가지고 있다. |
| 보헴 시가 No.3          | King(84mm)       | 2011년 4월 27일 | 대한민국  | 타르 3.0mg/니코틴 0.3mg의 스펙을 가지고 있다. |
| 보헴 시가 No.6          | King(84mm)       | 2007년 8월 29일 | 대한민국  | 타르 6.0mg/니코틴 0.5mg의 스펙을 가지고 있다. 시가 잎 함량이 30%로, 사람에 따라 바닐라나 견과류 향을 느낄 수 있다.                                   |
| 보헴 시가 마스터        | King (84mm)      | 2010년 12월 8일 | 대한민국  | 타르 6.0mg/니코틴 0.5mg의 스펙을 가지고 있다. 다른 담배들과 다르게 가격이 7천원이다. 시가 잎 함량이 36%로 높고 다른 담배에 비해 잎을 꽉 채운 편이다. |
| 보헴 시가 리브레        | King (84mm)      | 2016년 10월 6일 | 대한민국  | 타르 5.0mg/니코틴 0.40mg의 스펙을 가지고 있다. |
| 보헴 쿠바나 샷          | King (84mm)      | 2011년 6월 10일 | 대한민국  | 타르 1.0mg/니코틴 0.10mg의 스펙을 가지고 있다. |
| 보헴 쿠바나 더블        | King (84mm)      | 2012년 2월 22일 | 대한민국  | 타르 6.0mg/니코틴 0.40mg의 스펙을 가지고 있다. |
| 보헴 시가 MINI No.1     | Super Slim(84mm) | 2013년 1월 10일 | 대한민국  | 타르 1,0mg/니코틴 0.10mg의 스펙을 가지고 있다. |
| 보헴 시가 MINI No.5     | Super Slim(84mm) | 2013년 1월 10일 | 대한민국  | 타르 5.0mg/니코틴 0.50mg의 스펙을 가지고 있다. 보통 5mg 담배는 니코틴 함량이 0.4mg인 경우가 많은데 이 담배는 0.50mg의 스펙을 가지고 있다.            |
| 보헴 시가 슬림핏 브라운 | Super Slim(84mm) | 2015년 3월 9일  | 대한민국  | 타르 1,0mg/니코틴 0.10mg의 스펙을 가지고 있다. 약한 멘솔이 있는 담배이다.                                                                            |
| 보헴 시가 슬림핏 화이트 | Super Slim(84mm) | 2015년 3월 9일  | 대한민국  | 타르 1,0mg/니코틴 0.10mg의 스펙을 가지고 있다. 약한 멘솔이 있는 담배로 사람에 따라 솔의 눈 향이나 밀키스 향이 난다는 의견이 많다.                    |
| 보헴 파이프 스코티      | King (84mm)      | 2018년 5월 9일  | 대한민국  | 타르 3.0mg/니코틴 0.20mg의 스펙을 가지고 있다. 가격은 5000원이다.                                                                                    |
| 보헴 시가 카리브        | King (84mm)      | 2021년 9월 1일  | 대한민국  | 타르 4.0mg/니코틴 0.30mg의 스펙을 가지고 있다. 레종 프렌치블랙과 비슷한 맛이 난다.                                                                   |
| 보헴 시가 아이스핏      | Super Slim(84mm) | 2022년 3월 1일  | 대한민국  | 타르 1.0mg/니코틴 0.10mg의 스펙을 가지고 있다. |
| 보헴 시가 미니 로스트   | Super Slim(84mm) | 2022년 8월 31일 | 대한민국  | 타르 3.0mg/니코틴 0.20mg의 스펙을 가지고 있다. |